# چول قوبالی
چول قوبالی (به لاتین: Çöl Qubalı) یک منطقه مسکونی در جمهوری آذربایجان است که در شهرستان کردامیر واقع شده است. چول قوبالی ۱۰۲۷ نفر جمعیت دارد.